# العلاقات الغابونية المنغولية
العلاقات الغابونية المنغولية هي العلاقات الثنائية التي تجمع بين الغابون ومنغوليا.

## مقارنة بين البلدين
هذه مقارنة عامة ومرجعية للدولتين:
| وجه المقارنة                                              | الغابون                        | منغوليا         |
| --------------------------------------------------------- | ------------------------------ | --------------- |
| المساحة (كم2)                                             | 267.67 ألف                     | 1.57 مليون      |
| عدد السكان (نسمة)                                         | 2.03 مليون                     | 3.08 مليون      |
| الكثافة السكانية (ن./كم²)                                 | 7.58                           | 1.96            |
| العاصمة                                                   | ليبرفيل                        | أولان باتور     |
| اللغة الرسمية                                             | لغة فرنسية                     | اللغة المنغولية |
| العملة                                                    | فرنك وسط أفريقي                | توغروغ منغولي   |
| الناتج المحلي الإجمالي (بليون دولار)                      | 14.62 مليار                    | 11.49 مليار     |
| الناتج المحلي الإجمالي (تعادل القوة الشرائية) بليون دولار | 34.65 مليار                    | 36.16 مليار     |
| الناتج المحلي الإجمالي الاسمي للفرد دولار أمريكي          | 8.27 ألف                       | 3.97 ألف        |
| الناتج المحلي الإجمالي للفرد دولار أمريكي                 | 19.43 ألف                      | 11.95 ألف       |
| مؤشر التنمية البشرية                                      | 0.684                          | 0.727           |
| رمز المكالمات الدولي                                      | +241                           | +976            |
| رمز الإنترنت                                              | .ga                            | .mn             |
| المنطقة الزمنية                                           | ت ع م+01:00، توقيت غرب أفريقيا | ت ع م+08:00     |

## منظمات دولية مشتركة
يشترك البلدان في عضوية مجموعة من المنظمات الدولية، منها:
| علم المنظمة | اسم المنظمة                               | تاريخ انضمام الغابون | تاريخ انضمام منغوليا |
| ----------- | ----------------------------------------- | -------------------- | -------------------- |
|             | يونسكو                                    | 16 نوفمبر 1960       | 1 نوفمبر 1962        |
|             | الفريق المعني برصد الأرض                  | ?                    | ?                    |
|             | مؤسسة التمويل الدولية                     | 20 أكتوبر 1970       | 14 فبراير 1991       |
|             | المركز الدولي لتسوية المنازعات الاستشارية | 14 أكتوبر 1966       | 14 يوليو 1991        |
|             | منظمة حظر الأسلحة الكيميائية              | ?                    | ?                    |
|             | مؤسسة التنمية الدولية                     | 4 نوفمبر 1963        | 14 فبراير 1991       |
|             | منظمة التجارة العالمية                    | ?                    | ?                    |
|             | وكالة ضمان الاستثمار متعدد الأطراف        | 26 مارس 2003         | 21 يناير 1999        |
|             | الاتحاد البريدي العالمي                   | ?                    | ?                    |
|             | الاتحاد الدولي للاتصالات                  | 28 ديسمبر 1960       | 27 أغسطس 1964        |
|             | منظمة الشرطة الجنائية الدولية             | ?                    | ?                    |
|             | الأمم المتحدة                             | 20 سبتمبر 1960       | 27 أكتوبر 1961       |
|             | البنك الدولي للإنشاء والتعمير             | 10 سبتمبر 1963       | 14 فبراير 1991       |

## وصلات خارجية
- موقع وزارة الخارجية المنغولية